# Naburimani
Naburimani (tudi Naburimanu), kaldejski (babilonski) astronom, * 540 pr. n. št., † okoli 460 pr. n. št.

## Življenje in delo
Naburimani je živel okoli leta 491 pr. n. št. v Babiloniji. Je najstarejši kaldejski astronom znan po imenu. Starogrški viri ga navajajo kot starogrško Ναβουριανός: Nabourianos, latinski pa Naburianus. Bil je Balatujev sin in je začel s svojim delom med vladavino perzijskih kraljev Dareja I. Velikega (549–486 pr. n. št., vladal od 521 pr. n. št. do svoje smrti) in njegovega naslednika Kserksa I. Velikega (okoli 519–465 pr. n. št.), (vladal od 485 pr. n. št. do svoje smrti). Naburimani je bil Kleostratov, Ajshilov, Ferehindov in Herodotov sodobnik. O njem je znanega zelo malo.
Iz časa kralja Nabonasarja (Nabu-nasir, vladal od 747 do 734 pr. n. št.) se je ohranilo precej sumerskih astronomskih zapiskov, iz katerih je razvidno, da so Sumerci po dolgotrajnih opazovanjih Sončevih in Luninih mrkov izluščili cikel 18 let in 11d ali 6585 1/3d, ki ga je v 10. stoletju enciklopedični priročnik Suda (Suidas) po Berosusu imenoval saros in po katerem Luna spet enako prekriva Sonce in zahaja v Zemljino senco. Niso znali samo točno določevati konjunkcije Sonca in Lune, ampak so poznali spremembe v gibanju Lune in spremembe navidezne kotne hitrosti Sonca ter celo planetov. Bili so sposobni določiti periode teh nepravilnosti, anomalistične mesece, posledice eliptičnih tirov nebesnih teles. Še v zgodnjem 6. stoletju pr. n. št. so tako določili relativna gibanja Sonca in Lune, Lunino prizemlje in odzemlje in njuna vozla, presečišči Luninega tira z ekliptiko, ki botrujeta saroškemu ciklu.
Okoli leta 500 pr. n. št. je Naburimani s svojimi izboljšanimi opazovanji mrkov popravil te vrednosti. Gibanje Lune relativno na Sonce je bilo za 10" na leto premajhno, gibanje Luninega prizemlja za 20" na leto preveliko in gibanje njenih vozlov premajhno za 5" na leto. Te vrednosti pa je pozneje izboljšal še Kidinu, ki je prav gotovo imel odlične učitelje, saj je bil okoli leta 383 pr. n. št. še zelo mlad. Za Kidinujeve vrednosti je pozneje zvedel Hiparh.
Naburimani si je zamislil tako imenovani sistem A, skupino efemerid ali tabel, ki so podajale lege Lune, Sonca in planetov za vsak trenutek dneva. Tabele, ki so temeljile na stoletnih opazovanjih, so bile neobdelane in jih je stoletje kasneje zamenjal Kidinujev sistem B. Naburimani je zbral svoje delo v knjigi v akadščini Opazovanja Lune in zvezd.
Naburimani je določil dolžino Sončevega leta 365d 6h 15m 41s, če se jo preračuna z današnjimi enotami. Za merjenje dolžin dnevov, mesecev in Sončevega leta je uporabljal vodno uro. Izračunal je tudi dolžino sinodskega meseca 29d 12h 44m 5,05s = 29,530614d v primerjavi s sodobno vrednostjo 29d 12h 44m 3,49s = 29,530596d z napako +1,56s. Pokazal je tudi kako se s pomočjo odmika od Luninih vozlov izračuna dolžina Luninega mrka.